# 蔣瓌
蔣瓌（9世紀—896年），一作蒋环，唐朝末年將領，大越罗平国宰相。常州义兴（今江苏省宜兴市）人。
蔣瓌跟隨董昌击黄巢军，中和四年（884年）婺州人王镇捉拿婺州刺史福建人黄碣，向钱镠投降。刘汉宏派遣他的将领娄赉杀掉王镇而取代王镇，镇守浦阳的将领蔣瓌召来钱镠的兵马一同进攻婺州，擒获娄赉而回。蔣瓌官至婺州刺史。景福元年（892年），孙儒的将领王坛攻陷婺州，婺州刺史蔣瓌逃奔越州。乾宁二年（895年）二月初三，董昌身穿帝王的冠服登上越州内城，自称皇帝，国号大越罗平，改元顺天。董昌任命以前的杭州刺史李邈、婺州刺史蔣瓌、两浙盐铁副使杜郢、屯田郎中李瑜为宰相。又任命吴瑶等人都做翰林学士、李畅之等人都做大将军。乾宁三年（896年）五月，董昌兵败，蔣瓌为钱镠所执，被杀。